# 参議院事務局
参議院事務局（さんぎいんじむきょく）は、議院事務局法に基づいて参議院に附置される補佐機関。国会法に基づいて置かれる事務総長を長とし、参議院の事務を処理する。また、常任委員会に置かれる常任委員会専門員及び調査員も参議院事務局の職員である。

## 沿革
- 1891年 - 帝国議会成立に伴い貴族院事務局設立。議院法に基づき書記官長以下の職員が置かれる。
- 1947年 - 日本国憲法の施行により貴族院が廃止、参議院が新設されたのに伴い、貴族院事務局は議院事務局法に基づく参議院事務局に移行。
- 1948年 - 法制部が参議院法制局として独立。国立国会図書館設立に伴い調査部を廃止。
- 1955年 - 常任委員会専門員・調査員を常任委員会調査室に組織。

## 組織
参議院事務局の長は、参議院において国会議員以外の者から推挙される事務総長である。事務局のその他の職員である参事は事務総長が議長の同意及び議院運営委員会の承認を得て、常任委員会専門員と調査員は常任委員長の申出により、事務総長が議長の同意及び議院運営委員会の承認を得て、任免する。
事務総長の下に参事から命ぜられる事務次長が置かれ、その下に会議の運営やその他一般事務を所掌する各部が置かれる。その他、参議院の調査に関する事務を行うため、企画調整室・特別調査室・常任委員会調査室が置かれている。
- 事務総長
- 事務次長
  - 秘書課
  - 議事部
  - 委員部
  - 記録部
  - 警務部
  - 庶務部
  - 管理部
  - 国際部
  - 企画調整室
  - 常任委員会調査室
  - 特別調査室

## 新清水谷議員宿舎事件

### 移転建設反対運動
老朽化を理由に、清水谷宿舎の東側に日本庭園、スポーツジムを有する高層16階建て、3LDK（約80m2）の所帯用の新清水谷宿舎の移転計画が進められている。予定地は、紀尾井町の名の由来である紀州藩跡で、奇跡的に江戸時代から残った美しい自然林（約340本）で、貴重な都心のオアシスと言われている。自然環境保護の為、東京都条例の風致地区に指定されている。都条例違反であり、自然環境破壊の観点から近隣住民から反対の声が上がり、署名活動を全国で展開している。石原慎太郎東京都知事、猪瀬直樹副知事も移転に反対し、現宿舎地での建替えを求めている。2007年7月着工予定だったが、参議院側と東京都側との合意が出来ず中止している。 

### 個人情報漏洩事件
東京都千代田区紀尾井町に建設が予定されている参議院の新たな議員宿舎「新清水谷議員宿舎（仮称）」に関し、参議院事務局から建設賛成派の地元町会幹部に対し、建設反対派の個人情報リストが（当該個々人の同意なく）無断提供されていたことが2007年7月に発覚、報道された。報道の前月（6月）、同事務局は外部からの指摘を受け同リストを回収していた。個人情報保護関連の法律では三権のうち行政機関は規制対象となっているが国会・裁判所は対象外となっている（裁判所は内規レベルで規制をしているが、国会にはそれすらない）ため、同リストの提供はいわば法の盲点を突いた形となり具体的な法令違反には当たらない（問えない）とされるが、個人情報の保護に関する法律第4条には「国」の施策の責務が規定されておりこの趣旨に抵触するとの指摘もある。報道に対し同事務局は、担当者を処分する旨を表明したが、一方で個人情報保護の規制を議院事務局にもかけるための法的整備は検討段階にすらないと言われており、国の機関としての情報管理の甘さが問題視されている。